# أورلاندو غونزاليس
أورلاندو غونزاليس هو لاعب كرة قاعدة كوبي، ولد في 15 نوفمبر 1951 في هافانا في كوبا.

## وصلات خارجية
- أورلاندو غونزاليس على موقع دوري كرة القاعدة الرئيسي (الإنجليزية)
- أورلاندو غونزاليس على موقعبيزبول رفرنس.كوم (الدوري الرئيسي) (الإنجليزية)
- أورلاندو غونزاليس على موقعبيزبول رفرنس.كوم (الدوري الثانوي) (الإنجليزية)
- أورلاندو غونزاليس على موقع إي إس بي إن.كوم (أم.أل.بي) (الإنجليزية)
- أورلاندو غونزاليس على موقع مشجعي الرسوم البيانية (الإنجليزية)